# Vademberek hajszája
A Vademberek hajszája (eredeti cím: Hunt for the Wilderpeople) 2016-ban bemutatott új-zélandi filmvígjáték-dráma, melyet Taika Waititi írt és rendezett. A főbb szerepekben Sam Neill és Julian Dennison látható.
Új-Zélandon 2016. március 31-én mutatták be a mozikban.

## Cselekmény
|  | Alább a cselekmény részletei következnek! |

Főszereplőnket, az árva Ricky Bakert örökbe fogadja a Faulkner házaspár. Paula Hall, aki a gyermekvédelmisektől jött, tájékoztatja velük, hogy nem lesz egyszerű dolguk, mivel a fiú rengeteget cselleng és rosszalkodik. Bella, az ideiglenes anya beleegyezik mégis, ám Hector, Bella férje nem igazán viseli ezt. Rickyt nem érdekli az új családja, annyiszor adták már nevelőszülőkhöz. Ám kezdi megkedveli Bellát. Mikor aztán megünneplik a 13. születésnapját és kap egy vadászkutyát, akkor még végképp megszereti a nevelőanyját, talán Hec-ket is egy kicsit.
Bella nem sokkal később meghal, Ricky egyedül marad Hec-kel. Nemsokára Paula küld egy papírt, amiben az áll, hogy Rickyt vissza kell venni állami gondozásba. Ricky tiltakozik, de Hec egyetért a Gyermekvédelemmel, így a fiú ír egy búcsúlevelet, elkészíti a hasonmását, felgyújtja a csűrben és a tanya melletti vadonba menekül, ami egymillió hektárnyi erdőség a kutyájával, Tupac-kal együtt. Hec persze rátalál, együtt mennek, ám Ricky felidegesíti Hectort, aki utána is kapott a fiúnak, de elesett és kitört a bokája.
A Gyermekvédelem azonban felfedezi az átverést és egy hajtóvadászatot indítanak a két nomád ellen. Időközben egy erdészlakban balhé folyik, melyet nevezhetünk úgy, hogy: Ron, Joe, Hugh vs. Ricky és Hector. A két bűnöző elmenekül és folytatják a kalandot. Néhány hónap múlva egy erdészlakban cukorbeteg erdészt találnak. Ricky megismer egy Kahu nevű lányt, aki segít neki, sőt ragaszkodik hozzá, hogy vele maradjon, de nem azért, mert az apja fanatikusan imádja őt. De Ricky nem marad, megkeresi Hectort, aki már várja, hogy tovább vándoroljanak. Idővel összefutnak egy Kerge Sam nevű túlélővel, aki menedéket nyújt nekik, de a Gyermekvédelem már a nyakukon van, ezért Ricky vezetésével (szó szerint) elhajtanak Sam terepjárójával. Sajnos a Gyermekvédelem győzött, melynek eredménye az lett, hogy Hectort letartóztatták, Rickyt pedig Kahuékhoz tették. 1 év múlva Hec-nek lejár a börtönbüntetése, találkozik Rickyvel és hozzáköltözik.
A film azzal zárul, hogy ismét elmennek a vadonba megkeresni a ritka hujamadarat, amivel útjuk során találkoztak. ,,Nem mi választottuk a zorallságot. Az választott minket."
|  | Itt a vége a cselekmény részletezésének! |

## Szereplők
| Szerep                            | Színész                   | Magyar hang       |
| --------------------------------- | ------------------------- | ----------------- |
| Hector Faulkner, Ricky nevelőapja | Sam Neill                 | Papp János        |
| Richard Baker                     | Julian Dennison           | Nagy Gereben      |
| Bella Faulkner, Ricky nevelőanyja | Rima Te Wiata             | Kocsis Mariann    |
| Paula Hall, gyermekvédelmis       | Rachel House              | Nyakó Júlia       |
| Kerge Sam                         | Rhys Darby                | Tamási Zoltán     |
| Andy Tappert, Bella rendőrtársa   | Oscar Kightley            | Király Attila     |
| Kahu                              | Tioreore Ngatai-Melbourne | Lovas Emília      |
| TK                                | Troy Kingi                | Gémes Antos       |
| Hugh, erdész                      | Cohen Holloway            | Takátsy Péter     |
| Ron, erdész                       | Stan Walker               | Jaskó Bálint      |
| Joe, erdész                       | Mike Minogue              | Géczi Zoltán      |
| Gavin, informatikus               | Hamish Parkinson          | Ács Norbert       |
| lelkész                           | Taika Waititi             | Karácsonyi Zoltán |
| John Campbell                     | John Campbell             | Karsai István     |
| Nadine Chalmers Ross              | Nadine Chalmers Ross      | Kis-Kovács Luca   |
| Sam Wallace                       | Sam Wallace               | Bercsényi Péter   |